# Акустический процессор
Акустический процессор (англ. "Sound system processor") — электронное устройство или программный комплекс, предназначенный для управления многокомпонентными звукоусилительными системами. Появление этого класса приборов связано с достижениями в разработках техники звукоусиления, где требуется большое количество устройств для корректной маршрутизации сигнала, разделения его по частотным полосам и другой обработки в соответствии с применяемыми акустическими компонентами сложной системы и окружающими условиями. Современные акустические процессоры, как правило, имеют все нужные для этого функции, объединённые в один цифровой прибор. Исходя из этого, акустические процессоры обладают существенным преимуществом перед стеком из аналоговых приборов, поскольку сложные настройки всех блоков можно сохранить в памяти прибора в виде пресетов. Акустический процессор можно встретить на звуковой карте компьютера.

## Структура акустических процессоров
Прежде всего акустические процессоры (АП) характеризуются наличием определённого количества входов и выходов — это соотношение определяет применимость процессора в конкретных ситуациях. Существует множество конфигураций "входы/выходы" АП: 2/4, 2/6, 2/8, 4/8 и т.д. Разумеется, все входы АП оснащены аналого-цифровыми преобразователями, а выходы — цифро-аналоговыми.
Все функции АП организованы в блоки обработки. Важнейший из них — это маршрутизатор, с помощью которого входы определённым образом назначаются пользователем на выходы, создавая таким образом определённую конфигурацию звуковой системы. Ниже приведены основные блоки обработки звуковых сигналов в АП:
- Блок регулировки уровней сигналов (Level) позволяет настроить уровень сигнала индивидуально для каждого входа и выхода.
- Блок задержки (Delay), позволяющий установить определённой длительности задержку индивидуально на каждый вход или выход. Это необходимо в случаях, когда компоненты звуковых систем находятся на разных расстояниях относительно слушателя и, таким образом, имеется возможность выровнять звуковой поток по времени. Соответственно, АП позволяют устанавливать задержку как в секундах, так и в метрах.
- Блок эквалайзеров (EQ), позволяющий индивидуально настроить частотную характеристику сигналов каждого входа и выхода. Как правило, в этих блоках применяются сложные параметрические эквалайзеры с большим количеством фильтров и их параметров. Помимо эквалайзеров как таковых, также имеются обычные обрезные фильтры.
- Блок кроссоверов (X-Over) находится только в секции выходов. Он позволяет выделить в сигнале каждого выхода определённую частотную полосу и корректно распределить сигнал в многополосных звукоусилительных системах в соответствии с параметрами её компонентов (сабвуферов, сателлитов и т.д.). Кроссоверы в АП, как правило, имеют большое количество параметров, таких как тип кроссовера, крутизна среза и т.д.
- Блок компрессора (Comp), позволяющий ограничить динамический диапазон сигналов каждого входа и выхода.

Подавляющее большинство акустических процессоров построено по типу древообразного меню, т.е. на его лицевой панели вы не найдёте регуляторы для каждого из параметров — все настройки осуществляются с помощью дисплея и кнопок выбора/ввода значений, плюс к этому нередко используются энкодеры. Однако для удобства некоторые функции всё же выносятся на лицевую панель, например, кнопки заглушения (Mute) каждого входа и выхода, а также кнопки быстрого доступа к наиболее часто используемым блокам обработки. Для наглядности все АП оснащаются различными индикаторами входных и выходных сигналов.
Исходя из сложной структуры акустических процессоров, очевидно, что они предназначены для работы только в профессиональных сферах, и, конечно же, пользователь должен обладать довольно обширными знаниями и опытом в области звукоусиления и обработки звука.